# Плещинский, Илларион Николаевич
Илларион Николаевич Плещинский (28 апреля 1892, Докшицы, Минская губерния — 6 февраля 1961, Киев) — украинский советский художник, график, педагог, профессор (с 1948). Член Союза художников УССР (1938).

## Биография
До 1909 года учился в Минском реальном училище, затем продолжил обучение в императорском обществе поощрения художеств при Санкт-Петербургской академии художеств под руководством Ивана Билибина, Аркадия Рылова, Николая Рериха.
Участник Первой мировой войны. Попал в германский плен, в котором провёл 4 года до 1918 года.
В 1919—1921 годах учился в Казанских свободных художественных мастерских (позднее — Казанский художественно-технический институт (КХТИ). Впоследствии руководил мастерской литографии и возглавил графический факультет института.
В середине 1920-х годов переехал в Киев. Преподавал в Киевском художественном институте (1925—1934, 1944—1961; с 1948 г. — профессор) и инженерно-строительном институте (1934—1944).
Среди его известных учеников: В. К. Авраменко, Г. Гавриленко, Б. Гинзбург, А. Данченко, И. Дзюбан, Г. Якутович и др.
Представитель русского авангарда. Работы художника выставлялись на выставках всех уровней — от республиканских до международных. Персональные выставки Плещинского проходили в 1924, 1939, 1964, 1978, 1983 годах.
Его произведения находятся в коллекциях крупнейших музеев Москвы, Санкт-Петербурга, Казани, Киева, а также в частных собраниях всего мира.
Скончался 6 февраля 1961 года. Похоронен в Киеве на Байковом кладбище.

## Избранные произведения
- «Киев. Вид на берегу Днепра» (1927),
- «После дождя» (1937);
- «Кони на берегу» (1937);
- «Шевченковский заповедник в Каневе» (1936—1938),
- «На Дунае туман» (1945);
- «Днепровские мотивы» (1947—1961);
- «На Днепре. Киев»
- «Уральские пейзажи» (1942—1959) и др.